# Atalalá
Atalalá, jedna od lokalnih skupina Vilela Indijanaca koje je nekada (u 17. i 18. stoljeću) živjeli u argentinskoj provinciji Chaco. Govorili su istoimenim dijalektom ili jezikom.
Poznati polihistor Constantine Samuel Rafinesque (1783. – 1840.) u svojoem drugom svesku The American Nations (1836) na stranici 36, u imenu ovog plemena vidi moguću vezu s imenom drevnih stanovnika Atlantide.